# Rorippa bonariensis
Rorippa bonariensis là một loài thực vật có hoa trong họ Cải. Loài này được (Poir.) Macloskie miêu tả khoa học đầu tiên năm 1905.